# Hrubý společenský produkt
Hrubý společenský produkt (HSP) je makroekonomický ukazatel využívaný především v marxisticky orientovaných teoriích. HSP vyjadřuje peněžní ohodnocení (v „marxistických“ ekonomikách včetně tzv. daně z obratu) některých statků a meziproduktů vytvořených za určitou dobu. Do HSP se započítávají koncové ceny statků a na rozdíl od HDP i ceny meziproduktů. Do HSP se z ideologických důvodů nezapočítává tzv. neproduktivní spotřeba – osobní doprava, správa, školství, zbrojní výroba, poštovní služby apod. Protože v marxisticky orientovaných teoriích nemají peníze alokační funkci, představuje tento agregát jen orientační ukazatel.
Většinou státy RVHP nezveřejňovaly svoje HDP, ale jen HSP; v současnosti je situace opačná. Odhadování HSP z HDP a naopak HDP z HSP je problematické. V marxisticky orientovaných ekonomikách totiž probíhá množství barterových transakcí řízených centrálním plánem a ceny většiny statků jsou určeny direktivně; z pohledu „tržních“ ekonomických teoriích jsou tyto ceny v marxisticky orientovaných značně deformované. Totéž samozřejmě platí i pro kurzy měn. Navíc hodnota produkce v některých odvětvích se dá zpětně jen stěží odhadnout (např. zbrojní výroba v SSSR).